# Promoball Volleyball Flero 2016-2017
Questa voce raccoglie le informazioni riguardanti il Promoball Volleyball Flero nelle competizioni ufficiali della stagione 2016-2017.

## Stagione
La stagione 2016-17 è per il Promoball Volleyball Flero, sponsorizzato da Metalleghe, oltre a portare nella denominazione la città di Montichiari, sede delle partite casalinghe, la terza consecutiva in Serie A1; confermato l'allenatore Leonardo Barbieri, mentre la rosa è quasi del tutto modificata con le uniche conferme di Simona Gioli, Ludovica Dalia e Giuditta Lualdi: tra i nuovi arrivi quelli di Jole Ruzzini, Sanja Malagurski, Flore Gravesteijn, Jelena Nikolić, Bianka Buša e Zuzanna Efimienko, mentre si annoverano tra le cessioni quelle di Cristina Barcellini, Maren Brinker, Luna Carocci, Gilda Lombardo, Dominika Sobolska e Berenika Tomsia.
Il campionato si apre con quattro sconfitte consecutive: la prima vittoria arriva alla quinta giornata, in trasferta, ai danni del River Volley; seguono quindi altre quattro gare perse e un nuovo successo, questa volta contro l'Azzurra Volley San Casciano, per chiudere poi il girone di andata con lo stop contro il Volleyball Casalmaggiore e l'undicesimo posto in classifica, non utile per guadagnare l'accesso alla Coppa Italia. Nelle prime sei giornata del girone di ritorno, il club di Flero vince solo alla quattordicesima giornata contro la Futura Volley Busto Arsizio, poi nelle ultime cinque giornate, si aggiudica tutte le partite disputate in casa e perde quelle giocate in trasferta: conferma quindi l'undicesimo posto in classifica al termine della regular season, retrocedendo in Serie A2.

## Organigramma societario
Area direttiva
- Presidente: Costanzo Lorenzotti
- Presidente onorario: Guido Dusi
- Consigliere: Fulvio Chiesa, Carlo Frigerio
- Segreteria generale: Franca Ventura
- Dirigente: Fulvio Chiesa, Roberto Canobbio, Francesco Casanova

Area organizzativa
- Amministratore delegato: Francesco Apostoli
- Direttore sportivo: Samuele Zambon
- Responsabile materiale tecnico: Fulvio Chiesa
- Responsabile palazzetto: Samuele Zambon, Adriano Francio
- Responsabile sicurezza: Samuele Zambon, Adriano Francio
- Responsabile trasferta: Roberto Canobbio, Fulvio Chiesa

Area tecnica
- Allenatore: Leonardo Barbieri
- Allenatore in seconda: Fabio Parazzoli
- Scout man: Gottardo Buffoli, Davide Tomasini
- Responsabile settore giovanile: Adriano Francio

Area comunicazione
- Ufficio stampa: Cinzia Giordano Lanza

Area marketing
- Ufficio marketing: Claudio Chiari

Area sanitaria
- Medico: Pier Francesco Bettinsoli
- Preparatore atletico: Roberto Benis
- Fisioterapista: Roberto Foppoli, Cristian Moscatelli
- Nutrizionista: Sara Campagna

## Rosa
| N° | Nome                 | Ruolo | Data di nascita   | Nazionalità sportiva |
| -- | -------------------- | ----- | ----------------- | -------------------- |
| 1  | Bianka Buša          | S     | 25 luglio 1994    | Serbia               |
| 2  | Valdonė Petrauskaitė | S     | 23 agosto 1984    | Lituania             |
| 3  | Ludovica Dalia       | P     | 25 settembre 1984 | Italia               |
| 7  | Gaia Domenighini     | S     | 25 aprile 2001    | Italia               |
| 8  | Zuzanna Efimienko    | C     | 8 agosto 1989     | Polonia              |
| 9  | Jennifer Boldini     | P     | 6 aprile 1999     | Italia               |
| 10 | Sanja Malagurski     | S/O   | 8 giugno 1990     | Serbia               |
| 11 | Flore Gravesteijn    | S     | 26 aprile 1987    | Paesi Bassi          |
| 12 | Jelena Nikolić       | S     | 13 aprile 1982    | Serbia               |
| 13 | Giuditta Lualdi      | C     | 13 settembre 1995 | Italia               |
| 16 | Jole Ruzzini         | L     | 25 febbraio 1984  | Italia               |
| 17 | Simona Gioli         | C     | 17 settembre 1977 | Italia               |
| 18 | Letizia Aquilino     | L     | 26 marzo 2002     | Italia               |

## Mercato
| Acquisti | Acquisti             | Acquisti             | Acquisti   |
| R.       | Nome                 | da                   | Modalità   |
| -------- | -------------------- | -------------------- | ---------- |
| L        | Letizia Aquilino     | Ponti sull'Isola     | definitivo |
| P        | Jennifer Boldini     | Bergamo              | definitivo |
| S        | Bianka Buša          | Târgoviște           | definitivo |
| S        | Gaia Domenighini     | Pisogne              | definitivo |
| C        | Zuzanna Efimienko    | Atom Trefl Sopot     | definitivo |
| S        | Flore Gravesteijn    | Saint-Cloud Paris SF | definitivo |
| S/O      | Sanja Malagurski     | İdman Ocağı          | definitivo |
| S        | Jelena Nikolić       | Bursa BB             | definitivo |
| S        | Valdonė Petrauskaitė | inattiva             | definitivo |
| L        | Jole Ruzzini         | CSM Bucarest         | definitivo |

| Cessioni | Cessioni            | Cessioni     | Cessioni   |
| R.       | Nome                | a            | Modalità   |
| -------- | ------------------- | ------------ | ---------- |
| S        | Cristina Barcellini | Seramiksan   | definitivo |
| S        | Maren Brinker       | İdman Ocağı  | definitivo |
| L        | Luna Carocci        | CSM Bucarest | definitivo |
| S        | Gilda Lombardo      | Le Cannet    | definitivo |
| S/O      | Camilla Mingardi    | SAB          | definitivo |
| C        | Dominika Sobolska   | MKS          | definitivo |
| C/O      | Berenika Tomsia     | Imoco        | definitivo |
| P        | Lisa Zecchin        | ATA Trento   | definitivo |

## Risultati

### Serie A1

#### Girone di andata
| 1ª giornata - 15 ottobre 2016 Palazzetto dello Sport, Monza | Pro Victoria  | 3 - 1 | Flero           | 25-20, 21-25, 25-22, 25-21        |
| 2ª giornata - 22 ottobre 2016 PalaGeorge, Montichiari       | Flero         | 0 - 3 | AGIL            | 16-25, 26-28, 23-25               |
| 3ª giornata - 30 ottobre 2016 PalaYamamay, Busto Arsizio    | Busto Arsizio | 3 - 0 | Flero           | 26-24, 26-24, 25-17               |
| 4ª giornata - 6 novembre 2016 PalaGeorge, Montichiari       | Flero         | 1 - 3 | Savino Del Bene | 25-17, 20-25, 19-25, 19-25        |
| 5ª giornata - 13 novembre 2016 PalaPanini, Modena           | River         | 0 - 3 | Flero           | 23-25, 24-26, 21-25               |
| 6ª giornata - 20 novembre 2016 PalaGeorge, Montichiari      | Flero         | 1 - 3 | Bergamo         | 18-25, 25-21, 24-26, 22-25        |
| 7ª giornata - 26 novembre 2016 PalaResia, Bolzano           | Neruda        | 3 - 0 | Flero           | 25-23, 25-15, 26-24               |
| 8ª giornata - 4 dicembre 2016 PalaGeorge, Montichiari       | Flero         | 1 - 3 | Imoco           | 17-25, 29-31, 25-22, 19-25        |
| 9ª giornata - 8 dicembre 2016 PalaYamamay, Busto Arsizio    | Club Italia   | 3 - 1 | Flero           | 20-25, 25-23, 25-20, 25-20        |
| 10ª giornata - 18 dicembre 2016 PalaGeorge, Montichiari     | Flero         | 3 - 1 | San Casciano    | 26-24, 22-25, 25-19, 25-18        |
| 11ª giornata - 26 dicembre 2016 PalaRadi, Cremona           | Casalmaggiore | 3 - 2 | Flero           | 19-25, 25-14, 20-25, 25-12, 15-12 |

#### Girone di ritorno
| 12ª giornata - 15 gennaio 2017 PalaGeorge, Montichiari           | Flero           | 1 - 3 | Pro Victoria  | 21-25, 17-25, 25-21, 20-25        |
| 13ª giornata - 22 gennaio 2017 PalaTerdoppio, Novara             | AGIL            | 3 - 2 | Flero         | 20-25, 23-25, 29-27, 25-23, 15-12 |
| 14ª giornata - 28 gennaio 2017 PalaGeorge, Montichiari           | Flero           | 3 - 0 | Busto Arsizio | 25-15, 25-21, 25-19               |
| 15ª giornata - 5 febbraio 2017 Palazzetto dello Sport, Scandicci | Savino Del Bene | 3 - 1 | Flero         | 19-25, 25-18, 25-20, 25-15        |
| 16ª giornata - 12 febbraio 2017 PalaGeorge, Montichiari          | Flero           | 2 - 3 | River         | 23-25, 26-28, 25-23, 25-21, 12-15 |
| 17ª giornata - 15 febbraio 2017 PalaNorda, Bergamo               | Bergamo         | 3 - 0 | Flero         | 25-15, 25-21, 25-13               |
| 18ª giornata - 19 febbraio 2017 PalaGeorge, Montichiari          | Flero           | 3 - 2 | Neruda        | 23-25, 25-20, 25-21, 21-25, 15-13 |
| 19ª giornata - 25 febbraio 2017 PalaVerde, Villorba              | Imoco           | 3 - 0 | Flero         | 25-18, 25-17, 26-24               |
| 20ª giornata - 12 marzo 2017 PalaGeorge, Montichiari             | Flero           | 3 - 0 | Club Italia   | 25-18, 25-18, 26-24               |
| 21ª giornata - 19 febbraio 2017 Nelson Mandela Forum, Firenze    | San Casciano    | 3 - 1 | Flero         | 25-17, 25-22, 20-25, 25-21        |
| 22ª giornata - 25 marzo 2017 PalaGeorge, Montichiari             | Flero           | 3 - 1 | Casalmaggiore | 21-25, 25-22, 25-18, 25-17        |

## Statistiche

### Statistiche di squadra
| Competizione | Punti | In casa | In casa | In casa | In trasferta | In trasferta | In trasferta | Totale | Totale | Totale |
| Competizione | Punti | G       | V       | P       | G            | V            | P            | G      | V      | P      |
| ------------ | ----- | ------- | ------- | ------- | ------------ | ------------ | ------------ | ------ | ------ | ------ |
| Serie A1     | 20    | 11      | 5       | 6       | 11           | 1            | 10           | 22     | 6      | 16     |
| Totale       | -     | 11      | 5       | 6       | 11           | 1            | 10           | 22     | 6      | 16     |

G = partite giocate; V = partite vinte; P = partite perse

### Statistiche dei giocatori
| Giocatore       | Serie A1 | Serie A1 | Serie A1 | Serie A1 | Serie A1 | Totale | Totale | Totale | Totale | Totale |
| Giocatore       | P        | PT       | AV       | MV       | BV       | P      | PT     | AV     | MV     | BV     |
| --------------- | -------- | -------- | -------- | -------- | -------- | ------ | ------ | ------ | ------ | ------ |
| L. Aquilino     | 1        | 0        | 0        | 0        | 0        | 1      | 0      | 0      | 0      | 0      |
| J. Boldini      | 16       | 1        | 0        | 1        | 0        | 16     | 1      | 0      | 1      | 0      |
| B. Buša         | 22       | 193      | 158      | 19       | 16       | 22     | 193    | 158    | 19     | 16     |
| L. Dalia        | 22       | 46       | 23       | 20       | 3        | 22     | 46     | 23     | 20     | 3      |
| G. Domenighini  | 0        | 0        | 0        | 0        | 0        | 0      | 0      | 0      | 0      | 0      |
| Z. Efimienko    | 21       | 135      | 68       | 54       | 13       | 21     | 135    | 68     | 54     | 13     |
| S. Gioli        | 22       | 234      | 187      | 42       | 5        | 22     | 234    | 187    | 42     | 5      |
| F. Gravesteijn  | 15       | 13       | 13       | 0        | 0        | 15     | 13     | 13     | 0      | 0      |
| G. Lualdi       | 20       | 44       | 23       | 16       | 5        | 20     | 44     | 23     | 16     | 5      |
| S. Malagurski   | 22       | 416      | 363      | 44       | 9        | 22     | 416    | 363    | 44     | 9      |
| J. Nikolić      | 21       | 248      | 225      | 11       | 12       | 21     | 248    | 225    | 11     | 12     |
| V. Petrauskaitė | 0        | 0        | 0        | 0        | 0        | 0      | 0      | 0      | 0      | 0      |
| J. Ruzzini      | 22       | 3        | 2        | 1        | 0        | 22     | 3      | 2      | 1      | 0      |

P = presenze; PT = punti totali; AV = attacchi vincenti; MV = muri vincenti; BV = battute vincenti